# Будинок О. П. Руссова на Садовій вулиці
Прибутковий будинок Олександра Петровича Руссова — пам'ятка архітектури та містобудування місцевого значення в Одесі, охоронний номер 33-Од. Розташований за адресою вулиця Садова, 21. Один з багатьох будинків О. П. Русова. 

## Історія
В кінці 1890-х рр. — 1908 р. році ділянка належала Олександру Петровичу Руссову, яку після його смерті викупив власник аптеки на першому поверсі будинку Антон Еразмович Гаєвський. Площа ділянки була невеликою і складала 211 кв. саж. Ділянка розташована у репрезентативній частині міста навпроти Соборної площі біля рогу Дерибасівської і Преображенської вулиць. Ширина ділянки є великою, що забезпечило багаті можливості по оздобленню фасаду.
У 1898 році почалося спорудження будинку для заможного підприємця Олександра Петровича Руссова.Даний будинок був одним з перших або взагалі першим будинком спорудженням на його замовлення, у наступні роки він спорудить більше десятка три — чотириповерхових житлових споруд. Проект виконав архітектор В. І. Шмідт, у складанні креслень брав участь його помічник Л. М. Чернігов. Незважаючи на малі розміри ділянки було споруджено дуже масивний чотириповерховий будинок з великою кількістю скульптурного оздоблення і великими квартирами.
Перший поверх призначався для магазинів, де розмістилися великі торгові фешенебельні торгові заклади, серед яких була аптека аптекарів польського походження Антона Еразмовича Гаєвського і Олександра Миколайовича Поповського.
22.07.1908 О. П. Руссов вмирає, спадок розподіляється між синами і практично всі будинки Руссова залишаються у власності спадкоємців, але ділянку на Садовій вулиці було продано А. Е. Гаєвському у рік смерті О. П. Руссова. Одночасно з придбанням ділянки на Садовій Гаєвський продав свою ділянку на Єлісаветинській вулиці, 19, де лише чотири роки до того на замовлення Гаєвського було споруджено триповерховий прибутковий будинок.
У 1912 році цивільний інженер В. К. Медокс влаштував у будинку два балкони.
Після встановлення Радянської влади квартири будинку переробили у комунальні, кількість родин у будинку значно збільшилося. Аптеку Гаєвського було націоналізовано, у 1982 році за даною адресою розташована аптека № 1. Після встановлення Незалежності України Аптека була приватизована, її власницею стала одна з нащадків О. Поповського — Неля Йосипівна Поповська, аптека знову отримала назву «Аптека Гаєвського». Також у будинку почав викупати квартири підприємець Руслан Серафимович Тарпан.
29.10.2009 відбулася масштабна пожежа на верхніх поверхах південної фасадної частини будинку. У наслідок пожежі будинок було значно пошкоджено, з нього відселили всіх жителів, однак аптека Гаєвського у лівій частині першого поверху продовжувала працювати. Охорона будинку здійснювалась нерегулярно. У світовій мережі з'явилися фотознімки любителів з даху будинку і знімки його інтер'єрів. Восени 2012 року сталася пожежа на нижніх поверхах будинку, 10.10.2013 пожежа сталася між другим та третім поверхами.

## Архітектура
Ділянка на який знаходиться будинок має п'ятикутну асиметричну форму, по центру ділянки на червону лінію вулиці виходить тупий кут, де влаштована кріповка будинку з аркою проїзду. У плані будинок Г-подібний, уздовж східного боку ділянки розташовано крило з дворівневими службовими приміщеннями. Будинок чотириповерховий, останній поверх вирішений у вигляді псевдомансарди у формах притаманних французькій архітектурі.
Будинок споруджений у стилі історизму, у його оздобленні переважають деталі рококо. Загальний характер декору є грубим, масивним, фасад оздоблений рустованими коринфськими колонами великого ордеру, що є зверненням до французького ампіру. Окрім рослинного скульптурного декору фасад прикрашають різноманітні статуї: атланти, каріатіди, путто.
Будинок має лише один парадний під'їзд, який є просторим і освітлюється вікнами, що виходять у бік подвір'я. Також по краям будинку розташовані щільні сходові клітки службових сходів. У західному боці до будинку прибудовано флігель з дворівневими невисокими службовими приміщеннями, таким чином флігель має вісім поверхів, однак його висота дорівнює висоті фасадного будинку. Як і на головному так і на дворовому фасаді будинку влаштовані балкони, серед них виділяється оригінальний дерев'яний балкон північної квартири другого поверху.
Інтер'єри виконані у стилі рококо, стелі приміщень мають рясне скульптурне оздоблення. Металева огорожа парадних сходів має унікальний складний і вишуканий дизайн.

## Галерея

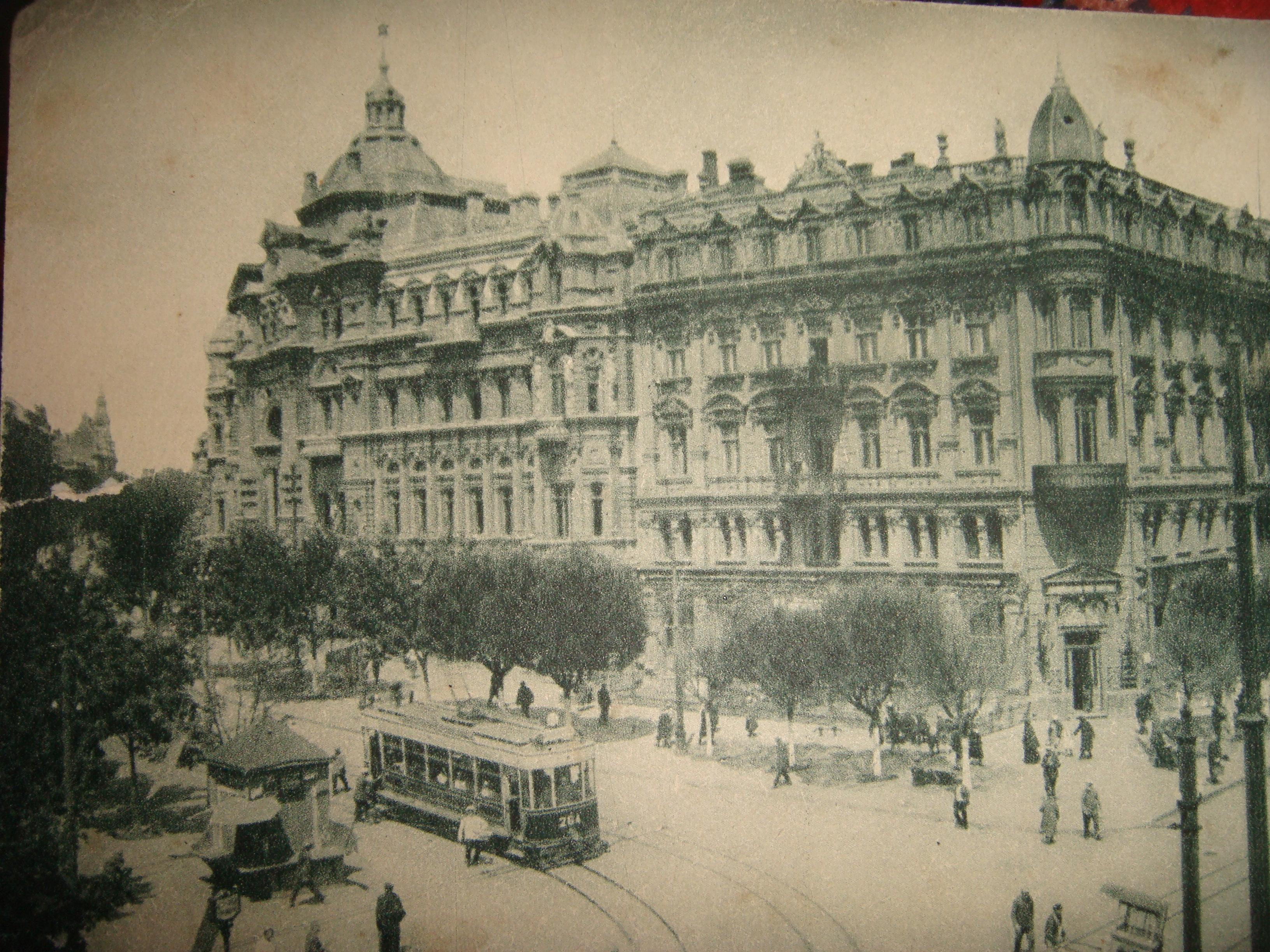
Будинок Руссова і кутовий будинок Лібмана, бл. 1920-х рр.
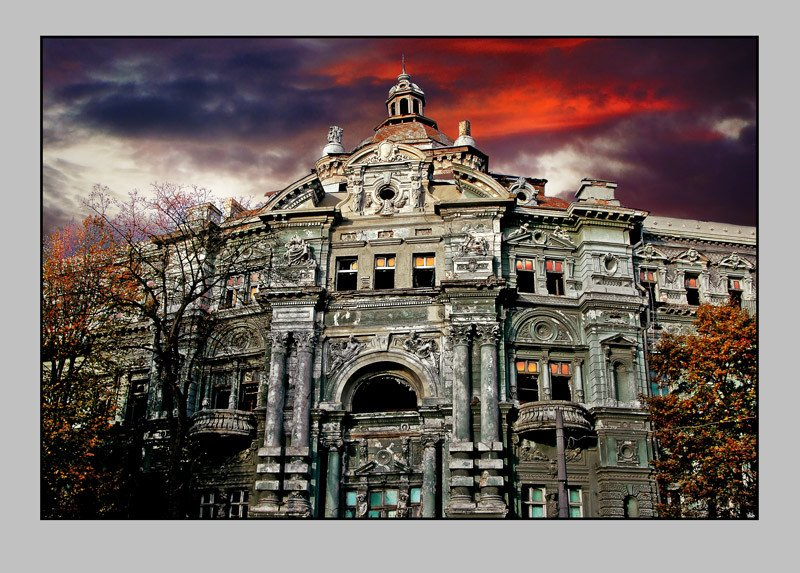
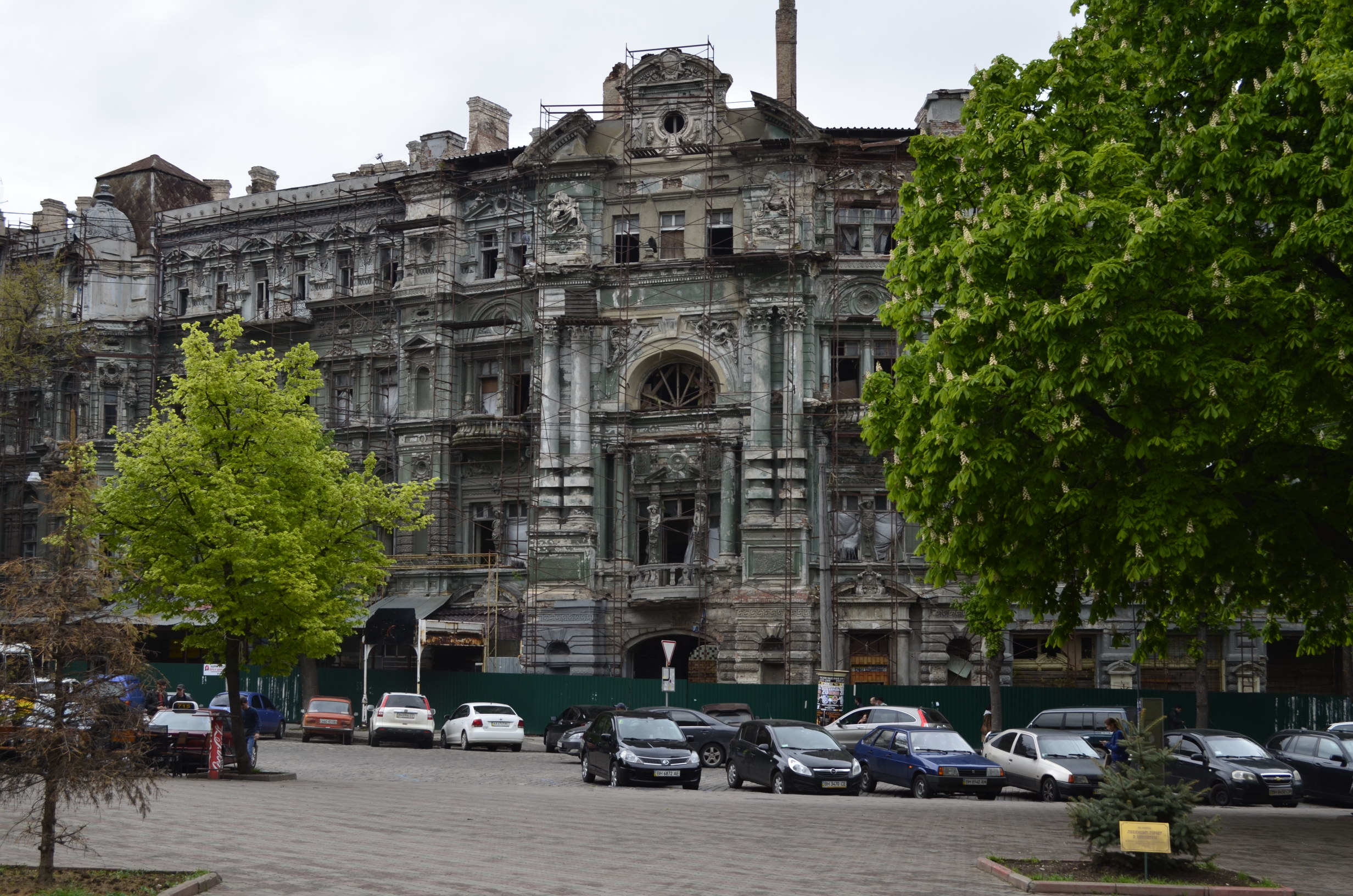
Вигляд до реставрації
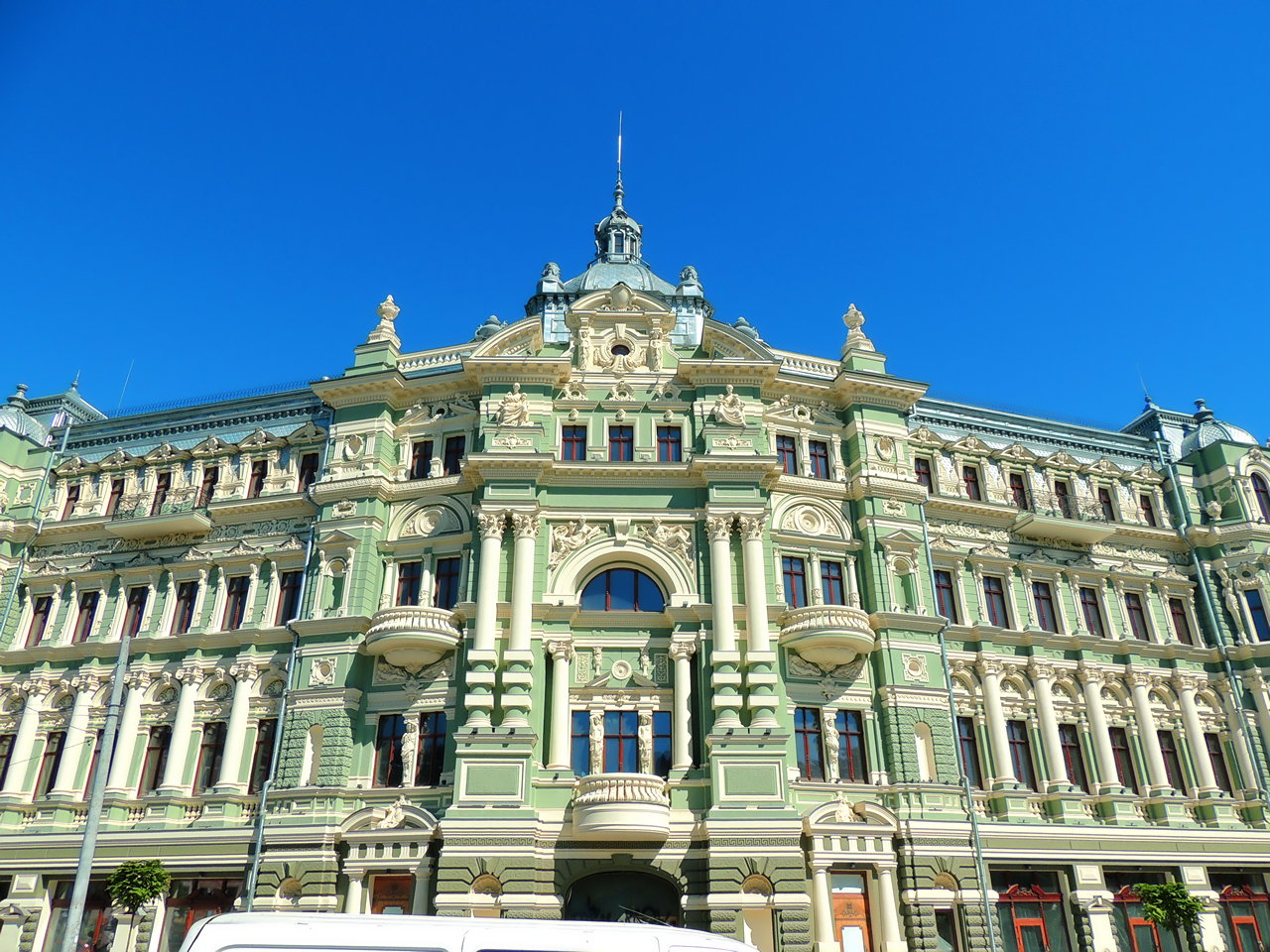
Сучасний вигляд